# Rượu cần đêm mưa
Rượu cần đêm mưa là bộ phim điện ảnh truyền hình Việt Nam năm 2008 do Nguyễn Đức Việt đạo diễn, được biên kịch Trần Thị Thanh Hồng dựa theo truyện ngắn cùng tên của Nguyễn Ngọc Lợi.

## Diễn viên
- Thiện Tùng vai Lân
- Đinh Hương vai Sa
- Hải Khoa vai Mốc
- Thủy Tiên vai Mai
- Thanh Hương vai Lụa
- Hồng Sơn vai Trưởng bản
- Như Quỳnh vai Mẹ Sa
- Lâm Quý vai Kha
- Quang Huy vai Dân choắt
- Anh Tuyên vai Trùm lâm tặc

## Giải thưởng
Năm 2022, Nguyễn Đức Việt được trao tặng Giải thưởng Nhà nước về Văn học Nghệ thuật trong lĩnh vực Điện ảnh với tác phẩm Những đứa con của làng và Rượu cần đêm mưa.
| Năm  | Giải thưởng                          | Hạng mục         | Đề cử            | Kết quả                | Chú thích |
| ---- | ------------------------------------ | ---------------- | ---------------- | ---------------------- | --------- |
| 2009 | Liên hoan phim truyền hình toàn quốc | Phim ngắn tập    | Rượu cần đêm mưa |                        | [ 3 ]     |
| 2009 | Giải Cánh diều 2008                  | Phim video       | Rượu cần đêm mưa | Cánh diều bạc          | [ 4 ]     |
| 2001 | Liên hoan phim Việt Nam lần thứ 17   | Phim truyền hình | Rượu cần đêm mưa | Giải của Ban Giám khảo | [ 5 ]     |